# Авксентий Вифинский

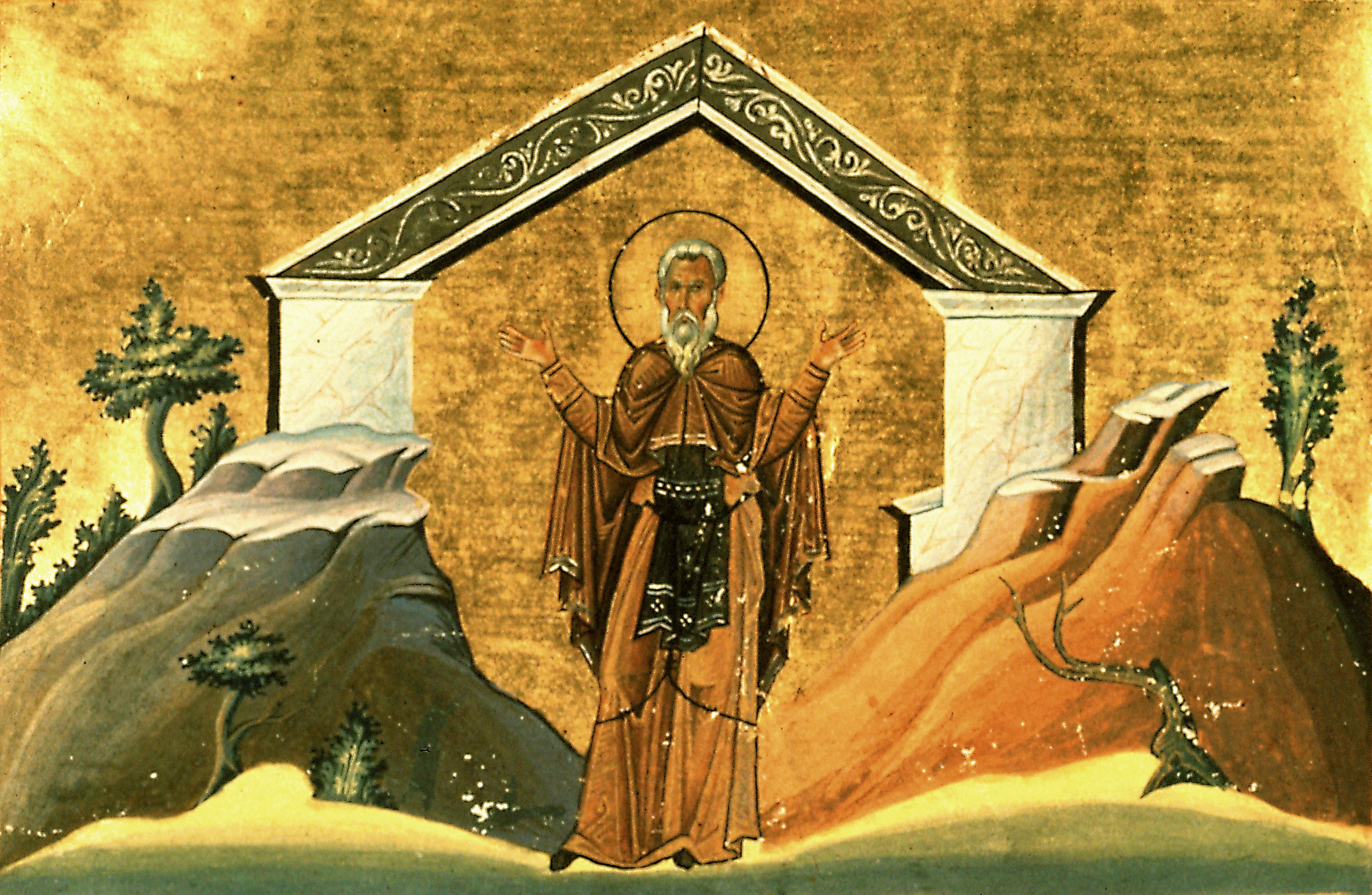

Авксентий Вифинский (Халкидонский; около 420, Сирия — около 470, Вифиния) — преподобный раннехристианский святой, отшельник и гимнограф. День памяти — 27 февраля (14 февраля по старому стилю).

## Биография
Родился около 420 года в знатной семье в Сирии, получил прекрасное образование. Прибыл в Константинополь при императоре Феодосии II Младшем, служил в придворной гвардии. Был известен как добродетельный, учëный и мудрый человек, и имел дружбу со многими благочестивыми мужами своего времени.
Около 442 года ушёл в один из вифинских монастырей, где принял монашество, был посвящён в сан диакона, а затем и пресвитера. После этого удалился в пещеру на горе Оксия недалеко от Халкидона (гора эта впоследствии названа была Авксентьевой).
Место подвигов святого было обнаружено пастухами, искавшими заблудившихся овец. Молва о нём разнеслась, и к нему стали приходить люди за исцелением. Именем Божиим святой Авксентий исцелял множество больных и недужных.
Согласно житию, в 451 году святой Авксентий был призван на IV Вселенский Собор в Халкидоне, где и прославился как обличитель Евтихиевой и Несториевой ересей, однако в актах Собора его имя отсутствует. По окончании Собора святой Авксентий снова вернулся в свою уединённую келью на горе.
Среди духовных детей Авксентия была группа женщин, которые поселились у подножия горы Скопа, устроив небольшой монастырь. Их прозвали «трихинариями», то есть «монахинями во власяницах» — именно они добились чести хранить в церкви своей обители мощи святого.
Согласно житию, в 459 году видел духовным взором на большом расстоянии кончину святого Симеона Столпника.
Скончался около 470 года, оставив после себя учеников и устроив многие монастыри в Вифинской области. На месте его подвигов был основан монастырь его имени. Гора святого Авксентия стала одним из крупных монашеских центров Вифинии.

## После смерти
Мощи преподобного находились в Константинополе, о чём свидетельствует латинская рукопись начала XII века: «37. В церкви святого Воскресения лежат святой Авксентий, монах и игумен, и святой Маркиан — пресвитер и казначей Великой церкви»; а также Антоний Новгородский, видевший мощи Авксентия в 1200 году во время паломничества по святым местам и записавший в «Книге паломник»: «Ту же лежит св. отец Ауксентей».
Житие преподобного Авксентия составлено Симеоном Метафрастом якобы на основании свидетельств, оставленных Георгием, учеником Авксентия. Позднее житие было переработано Михаилом Пселлом, который приписывает Авксентию собственные биографические черты.
Тропарь/ молитва Авксентию Вифинскому:
"Пусты́нный житель, и в телеси Ангел, и чудотворец явился еси, Богоносе отче наш Авксентие, постом, бдением, молитвою Небесная дарования прии́м, исцеля́еши неду́жная и души верою притекающих к ти. Слава Давшему тебе крепость, Слава Венчавшему тя, Слава Действоющему тобою всем исцеления."
Кондак Авксентию Вифинскому:
"Наслади́вся,Богому́дре, воздержания и желания плоти твоея обузда́в, явился еси, верою сияя, якоже сад посреди рая процве́л еси, Авксентие, отче свяще́нне."